# Associazione Calcio Siena 1981-1982
Questa voce raccoglie le informazioni riguardanti l'Associazione Calcio Siena nelle competizioni ufficiali della stagione 1981-1982.

## Stagione
Nella stagione 1981-1982 il Siena disputò il quarto campionato di Serie C2 della sua storia, giungendo primo al termine e conquistando la promozione in C1.

## Divise e sponsor
| 1ª divisa |

## Organigramma societario
Area direttiva
- Presidente: Ennio Regoli

Area tecnica
- Allenatore: Guido Mammi

## Rosa
| N. |                   | Ruolo | Calciatore             |
| -- | ----------------- | ----- | ---------------------- |
|    | Italia (bandiera) | P     | Roberto Busi           |
|    | Italia (bandiera) | P     | Giovanni Battista Gori |
|    | Italia (bandiera) | P     | Domenico Smimmo        |
|    | Italia (bandiera) | D     | Stefano Neri           |
|    | Italia (bandiera) | D     | Fabrizio Papini        |
|    | Italia (bandiera) | D     | Roberto Piccinini      |
|    | Italia (bandiera) | D     | Massimo Piscedda       |
|    | Italia (bandiera) | D     | Paolo Tognarelli       |
|    | Italia (bandiera) | D     | Danilo Tosoni          |
|    | Italia (bandiera) | D     | Enrico Vichi           |
|    | Italia (bandiera) | D     | Stefano Zarattoni      |

| N. |                   | Ruolo | Calciatore         |
| -- | ----------------- | ----- | ------------------ |
|    | Italia (bandiera) | C     | Bruno Beatrice     |
|    | Italia (bandiera) | C     | Antonio Bianchi    |
|    | Italia (bandiera) | C     | Salvatore Esposito |
|    | Italia (bandiera) | C     | Santino Nuccio     |
|    | Italia (bandiera) | C     | Antonio Onofri     |
|    | Italia (bandiera) | C     | Paolo Stringara    |
|    | Italia (bandiera) | C     | Franco Tintisona   |
|    | Italia (bandiera) | A     | Stefano Briaschi   |
|    | Italia (bandiera) | A     | Guglielmo Coppola  |
|    | Italia (bandiera) | A     | Fabrizio Foglietti |

## Risultati

### Serie C2

#### Girone d'andata
| Arbitro: | Creati (Acireale) |

|  |           |            |
|  | Marcatori | 54’ Nuccio |

| Arbitro: | Pavanello (Legnano) |

|                         |           |             |
| Coppola 32’ (rig.), 72’ | Marcatori | 88’ Canessa |

| Arbitro: | Amendolia (Messina) |

|                |           |                         |
| Paglierini 72’ | Marcatori | 4’ Tintisona 88’ Nuccio |

| Arbitro: | Dall'Oca (Abbiategrasso) |

|               |           |             |
| Foglietti 70’ | Marcatori | 5’ Rebonato |

| Arbitro: | Bin (Torino) |

|              |           |                    |
| Acanfora 82’ | Marcatori | 58’ (rig.) Coppola |

| Civitavecchia 25 ottobre 1981 | Civitavecchia        | 0 – 0 | Siena | Stadio Comunale\| Arbitro: \| Valente (Monfalcone) \| |
| Arbitro:                      | Valente (Monfalcone) |       |       |                                                       |

| Siena 1º novembre 1981 | Siena            | 0 – 0 | Frattese | Stadio del Rastrello\| Arbitro: \| Di Santo (Vasto) \| |
| Arbitro:               | Di Santo (Vasto) |       |          |                                                        |

| Arbitro: | Laricchia (Bari) |

|                 |           |            |
| Passalacqua 51’ | Marcatori | 44’ Nuccio |

| Arbitro: | Ongaro (Rovigo) |

|                                                            |           |                               |
| Tognarelli 27’ Nuccio 45’ Coppola 64’ (rig.) Foglietti 80’ | Marcatori | 37’ Zarbano 78’ (rig.) Moccia |

| Arbitro: | Vecchiatini (Bologna) |

|  |           |               |
|  | Marcatori | 85’ Stringara |

| Arbitro: | Dal Forno (Ivrea) |

|               |           |  |
| Foglietti 85’ | Marcatori |  |

| Frosinone 6 dicembre 1981 | Frosinone                   | 0 – 0 | Siena | Stadio Matusa\| Arbitro: \| Pellicanò (Reggio Calabria) \| |
| Arbitro:                  | Pellicanò (Reggio Calabria) |       |       |                                                            |

| Arbitro: | Cesca (Latisana) |

|                            |           |          |
| Esposito 45’ Foglietti 69’ | Marcatori | 8’ Sgroi |

| Arbitro: | Ronchetti (Modena) |

|              |           |             |
| Trevisan 46’ | Marcatori | 60’ Coppola |

| Arbitro: | Scancarello (Caltanissetta) |

|            |           |  |
| Nuccio 88’ | Marcatori |  |

| Quartu Sant'Elena 10 gennaio 1982 | Sant'Elena Quartu  | 0 – 0 | Siena | Stadio Is Arenas\| Arbitro: \| Baldini (Piacenza) \| |
| Arbitro:                          | Baldini (Piacenza) |       |       |                                                      |

| Arbitro: | Greco (Lecce) |

|                    |           |  |
| Foglietti 60’, 85’ | Marcatori |  |

#### Girone di ritorno
| Arbitro: | Fassari (Catania) |

|                                  |           |                  |
| Coppola 59’ (rig.) Stringara 90’ | Marcatori | 63’ (rig.) Croci |

| Arbitro: | Sarti (Modena) |

|                          |           |            |
| Canessa 57’ Demarcus 60’ | Marcatori | 5’ Coppola |

| Arbitro: | Balsamo (Paola) |

|          |           |           |
| Vichi 3’ | Marcatori | 71’ Pesce |

| Arbitro: | Galbiati (Monza) |

|              |           |               |
| Rebonato 80’ | Marcatori | 73’ Foglietti |

| Arbitro: | De Marchi (Novara) |

|               |           |  |
| Foglietti 48’ | Marcatori |  |

| Arbitro: | Tarallo (Como) |

|                    |           |              |
| Coppola 88’ (rig.) | Marcatori | 43’ Olivetti |

| Frattamaggiore 7 marzo 1982 | Frattese      | 0 – 0 | Siena | Stadio Pasquale Ianniello\| Arbitro: \| Greco (Lecce) \| |
| Arbitro:                    | Greco (Lecce) |       |       |                                                          |

| Arbitro: | Schiavon (Padova) |

|                  |           |  |
| Coppola 16’, 50’ | Marcatori |  |

| Arbitro: | Lussana (Bergamo) |

|  |           |                |
|  | Marcatori | 27’ Tognarelli |

| Arbitro: | Cesca (Latisana) |

|                    |           |  |
| Coppola 61’ (rig.) | Marcatori |  |

| Arbitro: | Pellicanò (Reggio Calabria) |

|  |           |                                   |
|  | Marcatori | 2’, 73’ (rig.) Coppola 11’ Nuccio |

| Siena 25 aprile 1982 | Siena          | 0 – 0 | Frosinone | Stadio del Rastrello\| Arbitro: \| Boschi (Parma) \| |
| Arbitro:             | Boschi (Parma) |       |           |                                                      |

| Arbitro: | Ronchetti (Modena) |

|             |           |                    |
| Vettori 70’ | Marcatori | 38’ (aut.) Vallini |

| Siena 9 maggio 1982 | Siena               | 0 – 0 | Grosseto | Stadio del Rastrello\| Arbitro: \| Bragagnolo (Torino) \| |
| Arbitro:            | Bragagnolo (Torino) |       |          |                                                           |

| Arbitro: | Creati (Acireale) |

|  |           |                                                     |
|  | Marcatori | 52’ Tognarelli 65’ Coppola 80’ Nuccio 85’ Zarattoni |

| Arbitro: | Tonon (Conegliano) |

|                                  |           |  |
| Foglietti 40’ Mareddu 61’ (aut.) | Marcatori |  |

| Casoria 30 maggio 1982 | Casoria            | 0 – 0 | Siena | Stadio San Mauro\| Arbitro: \| Di Cola (Avezzano) \| |
| Arbitro:               | Di Cola (Avezzano) |       |       |                                                      |

### Coppa Italia Serie C

#### Primo turno
| Empoli 23 agosto 1981 | Empoli | 1 – 1 | Siena | Stadio Carlo Castellani |

| Livorno 26 agosto 1981 | Livorno | 1 – 1 | Siena | Stadio Comunale |

| Siena 2 settembre 1981 | Siena | 0 – 0 | Empoli | Stadio del Rastrello |

| Siena 6 settembre 1981 | Siena | 1 – 1 | Livorno | Stadio del Rastrello |

## Statistiche

### Statistiche di squadra
| Competizione         | Punti | In casa | In casa | In casa | In casa | In casa | In casa | In trasferta | In trasferta | In trasferta | In trasferta | In trasferta | In trasferta | Totale | Totale | Totale | Totale | Totale | Totale | DR  |
| Competizione         | Punti | G       | V       | N       | P       | Gf      | Gs      | G            | V            | N            | P            | Gf           | Gs           | G      | V      | N      | P      | Gf     | Gs     | DR  |
| -------------------- | ----- | ------- | ------- | ------- | ------- | ------- | ------- | ------------ | ------------ | ------------ | ------------ | ------------ | ------------ | ------ | ------ | ------ | ------ | ------ | ------ | --- |
| Serie C2             | 50    | 17      | 11      | 6       | 0       | 23      | 8       | 17           | 6            | 10           | 1            | 18           | 8            | 34     | 17     | 16     | 1      | 41     | 16     | +25 |
| Coppa Italia Serie C | -     | 2       | 0       | 2       | 0       | 1       | 1       | 2            | 0            | 2            | 0            | 2            | 2            | 4      | 0      | 4      | 0      | 3      | 3      | 0   |
| Totale               | -     | 19      | 11      | 8       | 0       | 24      | 9       | 19           | 6            | 12           | 1            | 20           | 10           | 38     | 17     | 20     | 1      | 44     | 19     | +25 |

### Statistiche dei giocatori
Fonte:
| Giocatore     | Serie C2 | Serie C2 | Coppa Italia Serie C | Coppa Italia Serie C | Totale   | Totale |
| Giocatore     | Presenze | Reti     | Presenze             | Reti                 | Presenze | Reti   |
| ------------- | -------- | -------- | -------------------- | -------------------- | -------- | ------ |
| B. Beatrice   | 33       | 0        | ?                    | ?                    | 33+      | 0+     |
| A. Bianchi    | 26       | 0        | ?                    | ?                    | 26+      | 0+     |
| S. Briaschi   | 1        | 0        | ?                    | ?                    | 1+       | 0+     |
| R. Busi       | 27       | -12      | ?                    | -?                   | 27+      | -12+   |
| G. Coppola    | 33       | 13       | ?                    | ?                    | 33+      | 13+    |
| S. Esposito   | 28       | 1        | ?                    | ?                    | 28+      | 1+     |
| F. Foglietti  | 25       | 9        | ?                    | ?                    | 25+      | 9+     |
| G.B. Gori     | 1        | 0        | ?                    | ?                    | 1+       | 0+     |
| S. Neri       | 33       | 0        | ?                    | ?                    | 33+      | 0+     |
| S. Nuccio     | 29       | 8        | ?                    | ?                    | 29+      | 8+     |
| A. Onofri     | 10       | 0        | ?                    | ?                    | 10+      | 0+     |
| F. Papini     | 1        | 0        | ?                    | ?                    | 1+       | 0+     |
| R. Piccinini  | 1        | 0        | ?                    | ?                    | 1+       | 0+     |
| M. Piscedda   | 32       | 0        | ?                    | ?                    | 32+      | 0+     |
| D. Smimmo     | 6        | -4       | ?                    | ?                    | 6+       | -4+    |
| P. Stringara  | 23       | 2        | ?                    | ?                    | 23+      | 2+     |
| F. Tintisona  | 32       | 1        | ?                    | ?                    | 32+      | 1+     |
| P. Tognarelli | 34       | 3        | ?                    | ?                    | 34+      | 3+     |
| D. Tosoni     | 7        | 0        | ?                    | ?                    | 7+       | 0+     |
| E. Vichi      | 27       | 1        | ?                    | ?                    | 27+      | 1+     |
| S. Zarattoni  | 27       | 1        | ?                    | ?                    | 27+      | 1+     |